# Draaiduizeligheid
Draaiduizeligheid of vertigo  (van Lat. vertere: draaien) is een vorm van duizeligheid waarbij een gevoel van draaien of tollen wordt ervaren terwijl het lichaam die bewegingen feitelijk niet maakt. De meest voorkomende oorzaak is benigne paroxismale positieduizeligheid en komt voor als symptoom van ziekte van Menière. Ook kan het gerelateerd zijn aan migraine, neuropathie van de evenwichtszenuw en bewegingsziekte. 
Draaiduizeligheid gaat vaak gepaard met misselijkheid, braken en evenwichtsstoornis. Gewone duizeligheid en draaiduizeligheid behoren tot de meest voorkomende lichamelijke klachten, ca. 20 tot 30% van de bevolking krijgt ermee te maken. Draaiduizeligheid komt voor in alle leeftijden, maar de frequentie neemt toe bij het toenemen van de leeftijd. Het komt twee tot drie keer vaker voor bij vrouwen dan bij mannen.
Wanneer de draaiduizeligheid wordt veroorzaakt door plotselinge beweging, of door plotseling afbreken van een herhaalde beweging of 'tollen', kunnen de klachten meestal snel worden verholpen door de patiënt stil te laten zitten met de ogen gesloten.
Draaiduizeligheid kan bij duikers ontstaan door zuurstofvergiftiging indien gedoken wordt met een gasmengsel met verrijkt zuurstof.
Draaiduizeligheid kan bij piloten ontstaan in situaties waarbij het vliegtuig bewegingen maakt en versnelt of vertraagt. Dit in combinatie met weinig tot geen visuele referentie, bijvoorbeeld 's nachts of in mist. Dit is een belangrijk aspect in de basisopleiding van piloten; er moet lang en intensief getraind worden om de draaiduizeligheid (de term vertigo wordt in de luchtvaart vaker gebruikt) ondergeschikt te maken ten opzichte van hetgeen de ogen registreren op de instrumenten (met name op de kunstmatige horizon). Vermoeidheid, medicijn- en alcoholgebruik vergroten de kans op het ervaren van vertigo in het vliegtuig.